# Tunnsjøen
Tunnsjøen (sørsamisk: Dåtnejaevrie) er den syvendestørste sø i Norge og ligger i Røyrvik og Lierne kommuner i Trøndelag fylke. Søen ligger 358 moh., er 220 m dyb på det dybeste sted og har et areal på 100 km².
Gudfjelløya i Tunnsjøen har et højeste punkt, der er 812 moh., hvilket er 454 m højere end søens overflade, og som gør Gudfjelløya til den højest beliggende indlandsø i Norge.

## Eksterne kilder og henvisninger
1. ↑  Norges vassdrags- og energidirektorat NVE

- Gudfjelløya